# هندريك أنتوني كرامرز
هندريك أنتوني كرامرز (بالهولندية: Hendrik Kramers) عالم فيزياء نظرية هولندي (ازداد في 2 فبراير 1894 في روتردام - توفي في 24 أبريل 1952 في أوغستغيت).
كمساعد لنيلز بور في كوبنهاغن، شارك بنشاط في تطوير ميكانيكا الكم. في عام 1951 حصل على وسام هيغز لعمله على تطبيق ميكانيكا الكم على الخصائص البصرية والمغناطيسية للمادة سنة 1951، و نال أيضا ميدالية لورنتز سنة 1947
شارك هندريك أنتوني كرامرز في مؤتمر سولفاي الخامس للفيزياء سنة 1927
| المشاركون في مؤتمر سولفاي الخامس للفيزياء سنة 1927 انقر على وجه كل عالم للمزيد |
| الصف الخلفي (من اليسار إلى اليمين): أوغوست بيكارد، إيميل هنريوت، بول إهرنفست، إدوارد هرتزن، تيوفيل دو دوندر، إروين شرودنغر، يولس-إيميل فيرشافت، فولفغانغ باولي، فيرنر هايزنبيرغ، رالف فاولر، ليون برويون. |
| الصف في الوسط (من اليسار إلى اليمين):بيتر ديباي، مارتن كنودسن، وليم لورنس براغ، هندريك أنتوني كرامرز، بول ديراك، آرثر كومبتون، لويس دي بروي، ماكس بورن، نيلز بور.                                         |
| الصف الأمامي (من اليسار إلى اليمين):إرفينغ لانغموير، ماكس بلانك، ماري كوري، هندريك أنتون لورنتس، ألبرت أينشتاين، بول لانجفان، تشارلز أوجين غاي، تشارلز ويلسون، أوين ريتشاردسون.                           |

## وصلات خارجية
- هندريك أنتوني كرامرز على موقع الموسوعة البريطانية (الإنجليزية)
- هندريك أنتوني كرامرز على موقع إن إن دي بي (الإنجليزية)
- KRAMERS, Hendrik Anthony 1894-1952
- Ph.D. students of H.A. Kramers: 1929-1952